# 磐梯吾妻道路
磐梯吾妻道路（日语： Bandai Azuma dōro ?），又稱作磐梯吾妻skyline（日语： Bandai Azuma sukairain ?）是日本福島縣福島市的一條道路。全線屬於福島縣道70號福島吾妻裏磐梯線的一部份。
雖然分類上屬於福島縣道路公社管理的一般收費道路，此道路於2013年起永久免費開放，取消收費後開始使用「磐梯吾妻skyline」一名。

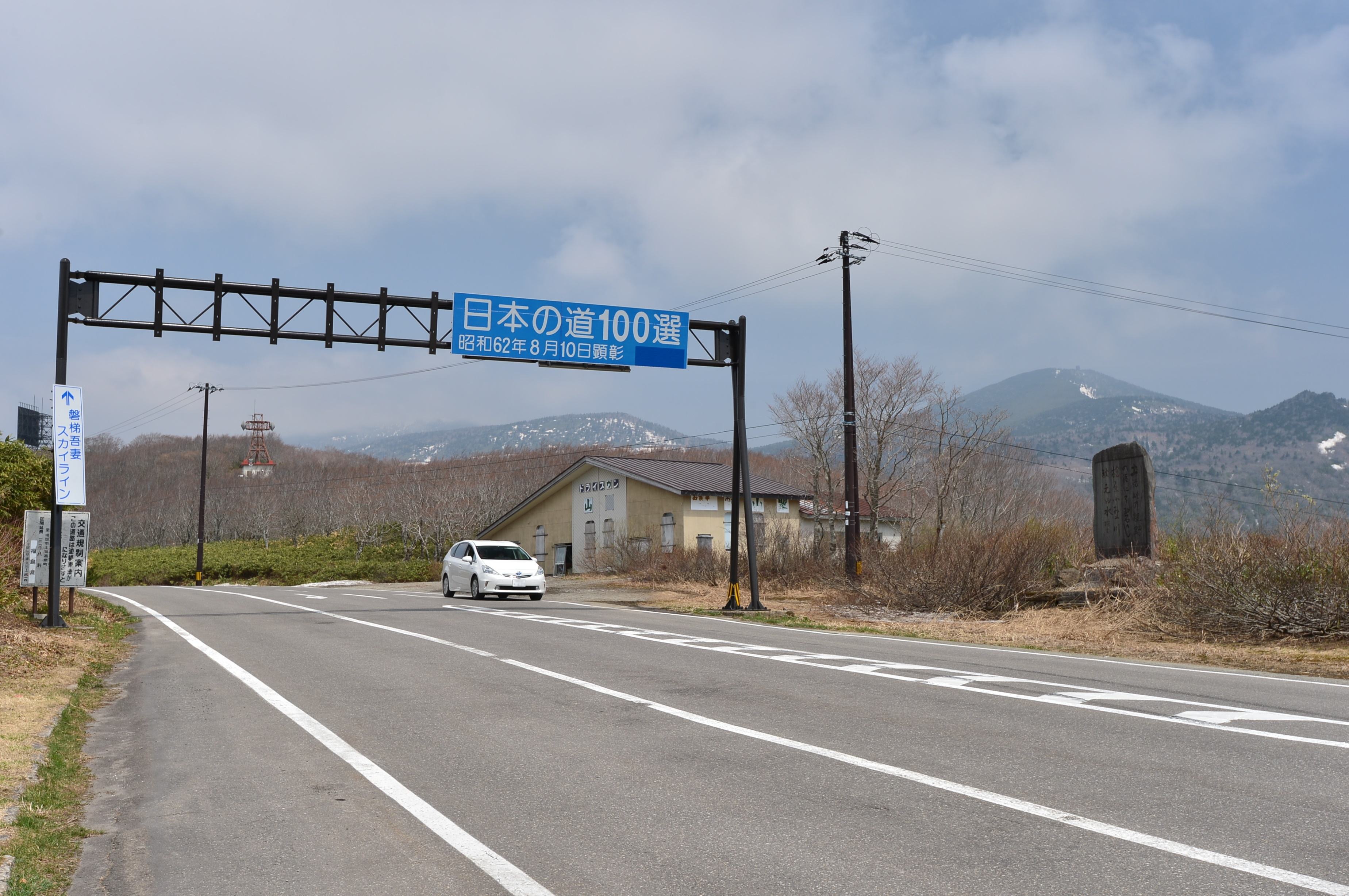
磐梯吾妻道路南側入口

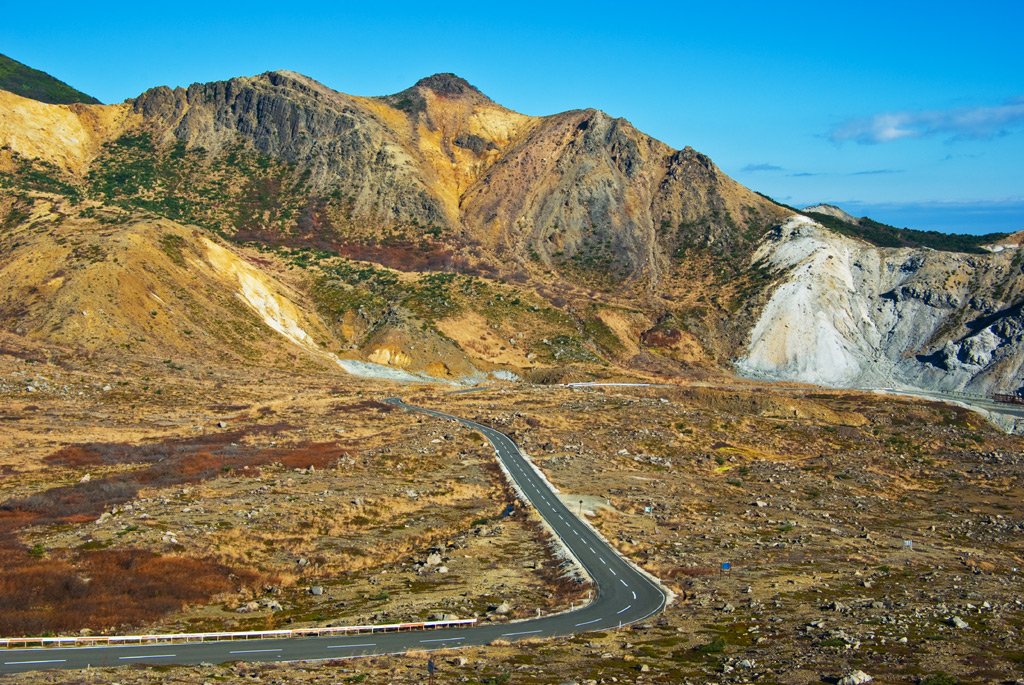
淨土平附近

## 概要

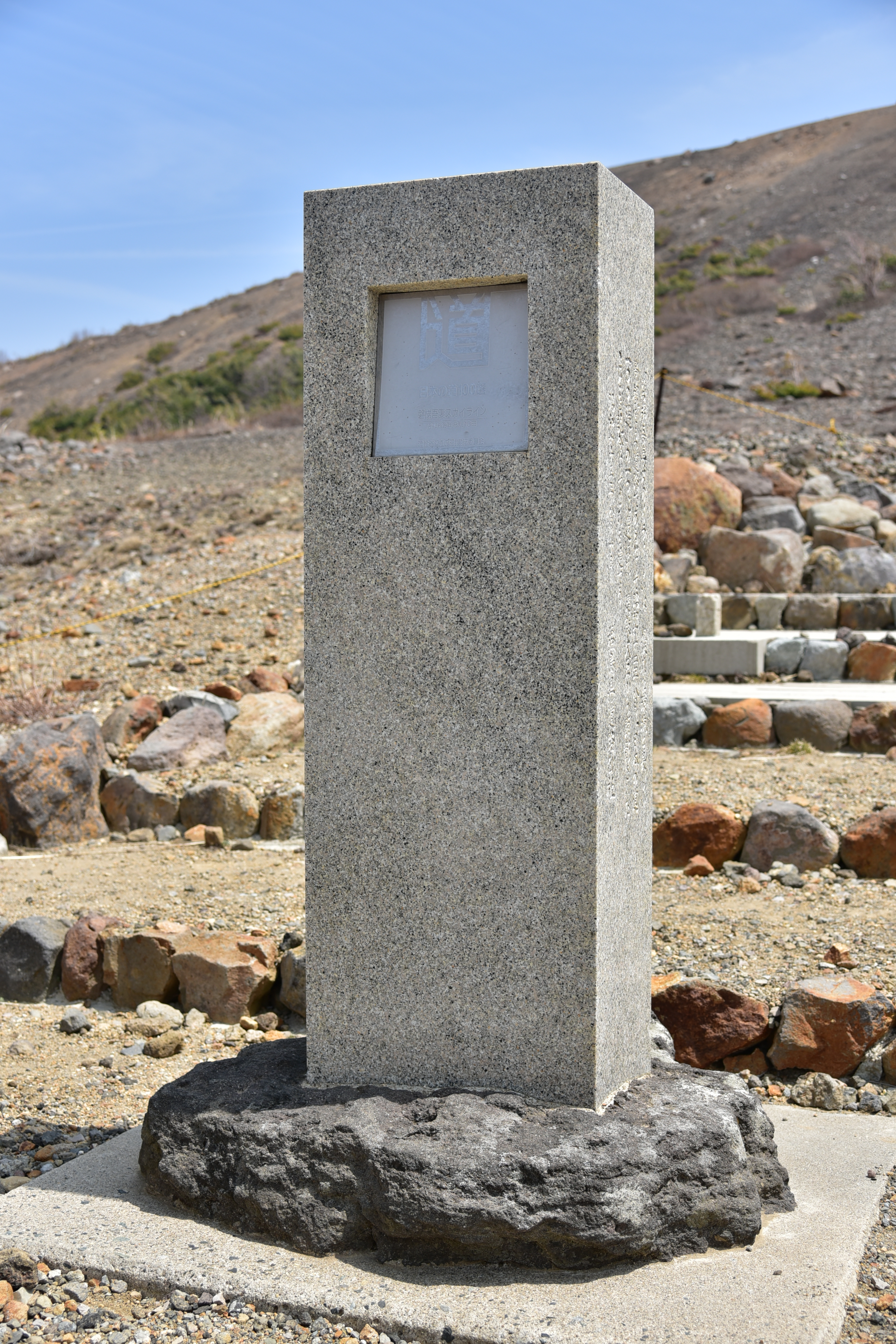
磐梯吾妻skyline的「日本道路百選」紀念碑

磐梯吾妻道路起於福島縣福島市高湯溫泉，經淨土平、土湯峠，至吾妻連峰為止，是條平均海拔1,350公尺的山岳公路。道路法上的正式名稱是福島縣道70號福島吾妻裏磐梯線，而磐梯吾妻skyline、磐梯吾妻道路則是常用的別稱。磐梯吾妻道路屬於日本東北地方的山岳觀光收費道路中較早啟用的，於1959年11月開通。前建設省「道之日」實行委員會因為本路線沿著磐梯朝日國立公園吾妻連峰東側山腰而走，是貨真價實的山岳觀光道路，將其選入日本道路百選 。
道路徵收通行費時，一般車輛需繳交1,570日圓，收費期滿之後，於2013年7月25日全面開放
在冬季（11月中旬至隔年4月上旬），本路線會停止開放通行。

## 歷史
據說在本路線通車以前，就存在著山伏為修行前往淨土平所經過的山路。
1953年，福島縣為發展吾妻連峰和裏磐梯地方的觀光與地方產業，興建縣道福島・吾妻・裏磐梯線（磐梯吾妻skyline），於1957年建設途中，工程由日本道路公團接手，最後本路線於1959年11月開通。通車時正是經濟計畫廳在經濟白皮書中表示「現在已經不是戰後」的三年後，高度經濟成長期下，推動機動化、生產大眾車的年代。。2011年後，受東日本大震災影響，磐梯梧棲道路全線面費開發以振興觀光。

## 路線狀況

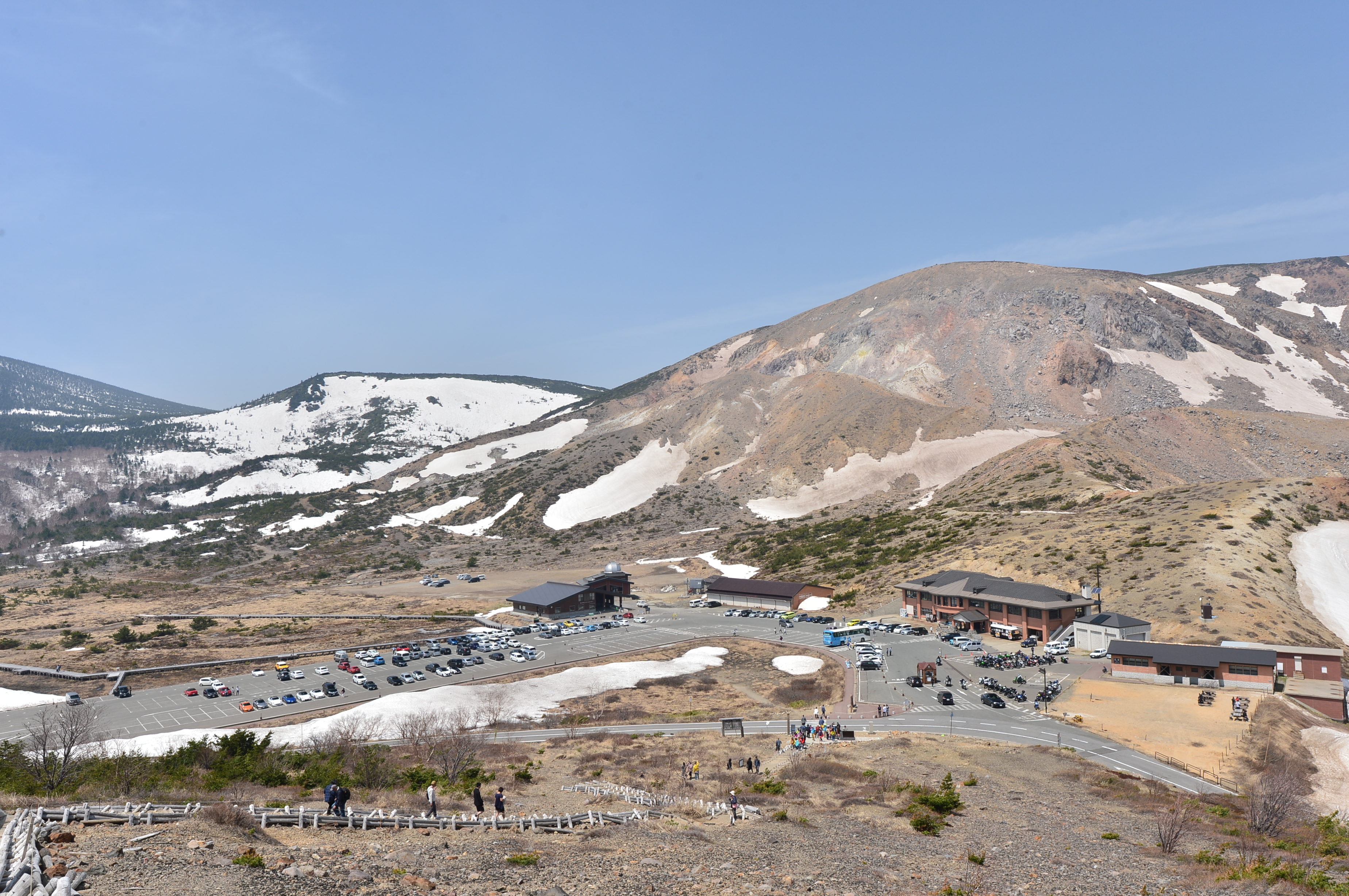
淨土平停車區。除停車場外另有廁所、休息室、天文台、遊客中心等設施。

由於盤梯梧棲道路接近關東地區，常有許多觀光客來訪。在海拔1,622 m最高點附近有一休憩設施──淨土平休息站。有冬季封閉路段，在11月中旬至4月上旬無法通行。

### 道路施設
- 不動澤橋
跨越吾妻八景之一的「燕谷」（不動澤），是磐梯吾妻skyline的代表橋。舊橋為新橋所取代後，連同周邊的停車場與休息區一併成為著名觀光景點[1]。

## 外部連結
- 福島縣道路公社 （页面存档备份，存于）
- 福島縣縣北建設事務所 （页面存档备份，存于）
- 福島市觀光導覽 磐梯吾妻skyline （页面存档备份，存于）

37°43′44.77″N 140°15′33.76″E / 37.7291028°N 140.2593778°E